# Цойленрода-Трибес
Цойленрода-Трибес (нем. Zeulenroda-Triebes) — город в Германии, районный центр, расположен в земле Тюрингия.
Входит в состав района Грайц. Население 17 474 чел. Занимает площадь 68,07 км². Официальный код — 16 0 76 087.
Впервые документально селение упоминается как «Zu Ulenrode» в 1325 г. Статус города, герб, флаг и печать Цойленрода получил 26 сентября 1438 г. После Второй мировой войны город стал частью ГДР. Главная достопримечательность города — красивая ратуша. Город также известен благодаря проходящей здесь с 1986 г. международной женской велогонке.
- Население: 17 474 (31 декабря 2005)
- Площадь: 68,07 км²
- Высота над уровнем моря: 415 м
- Почтовые индексы: 07937 и 07950
- Телефонный код: 036628 и 036622

## Фотографии

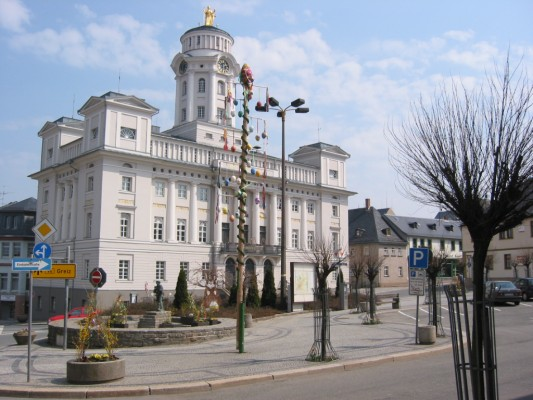
Ратуша
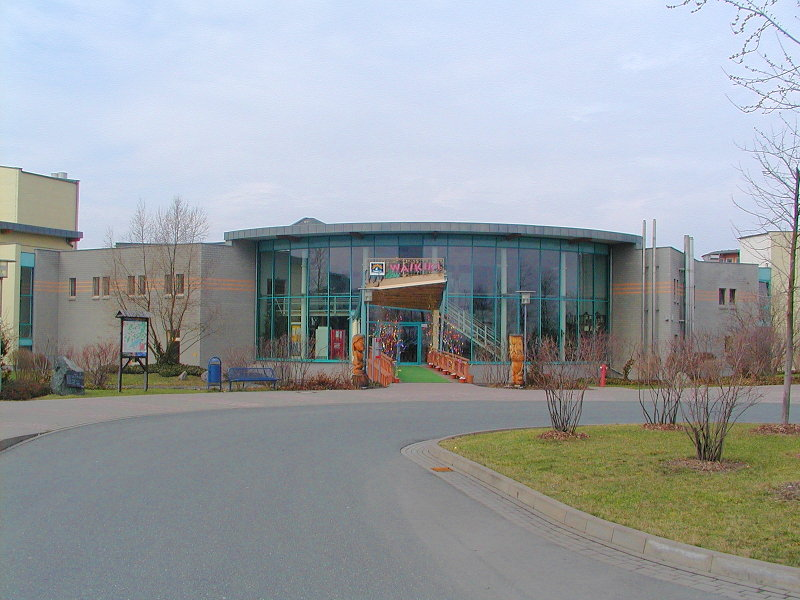
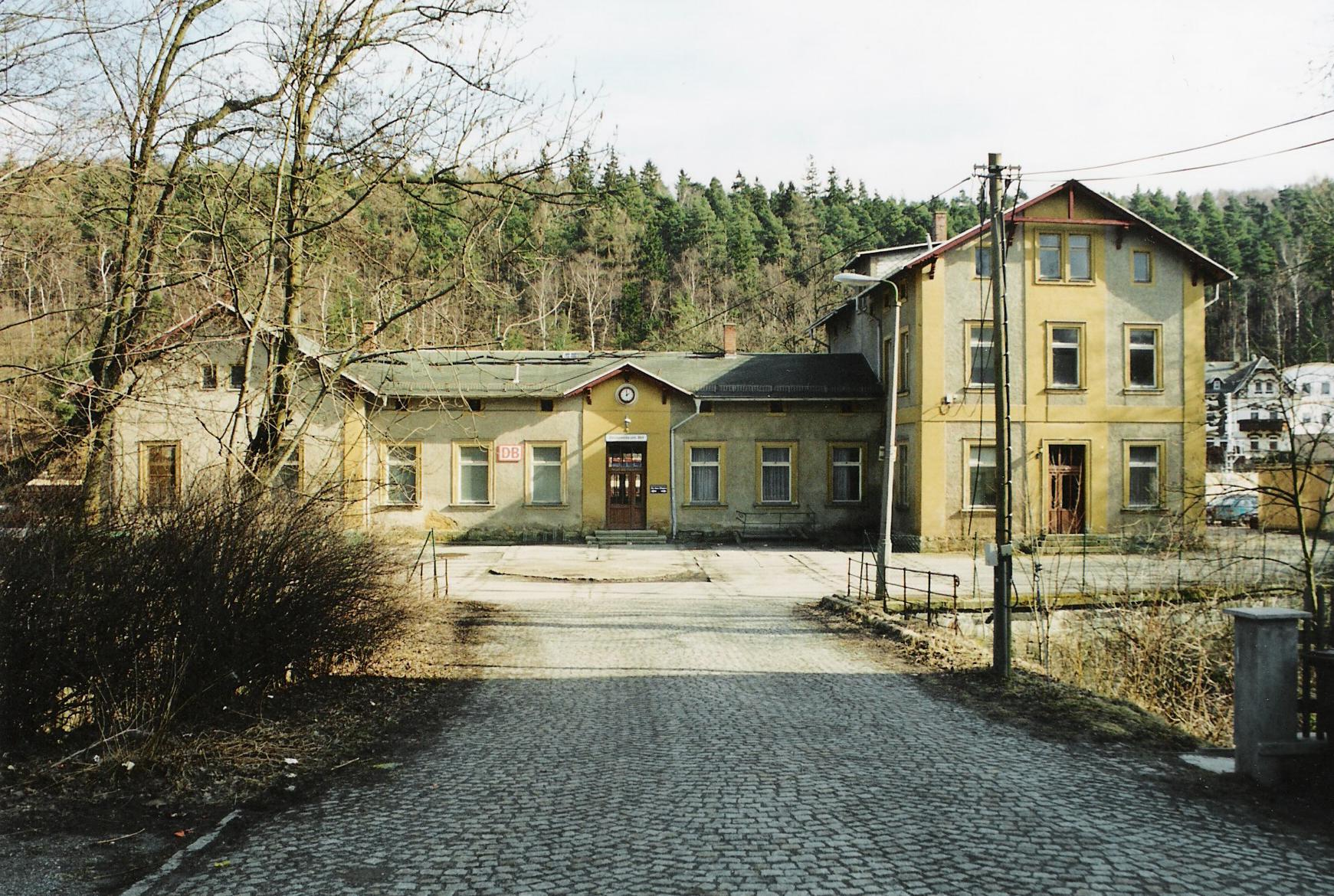
Нижний вокзал

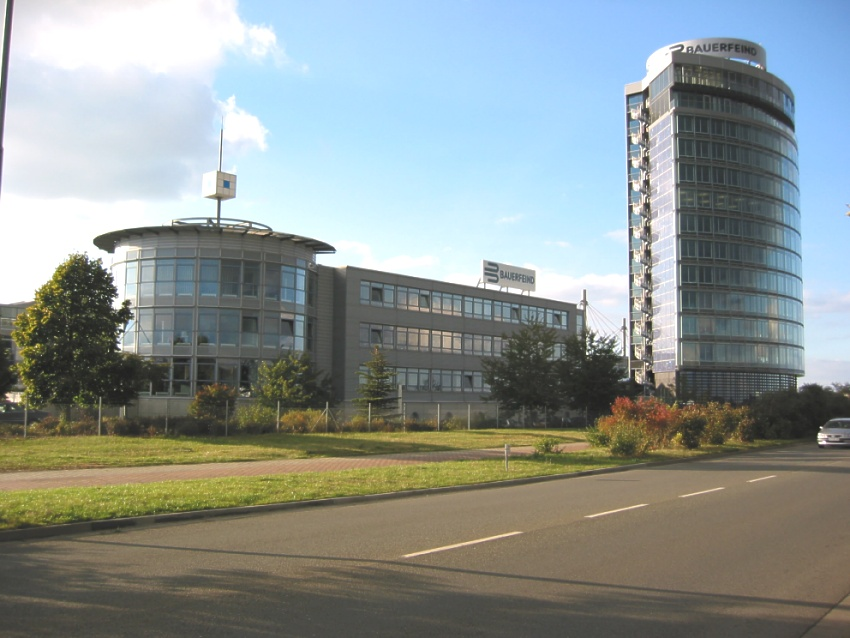
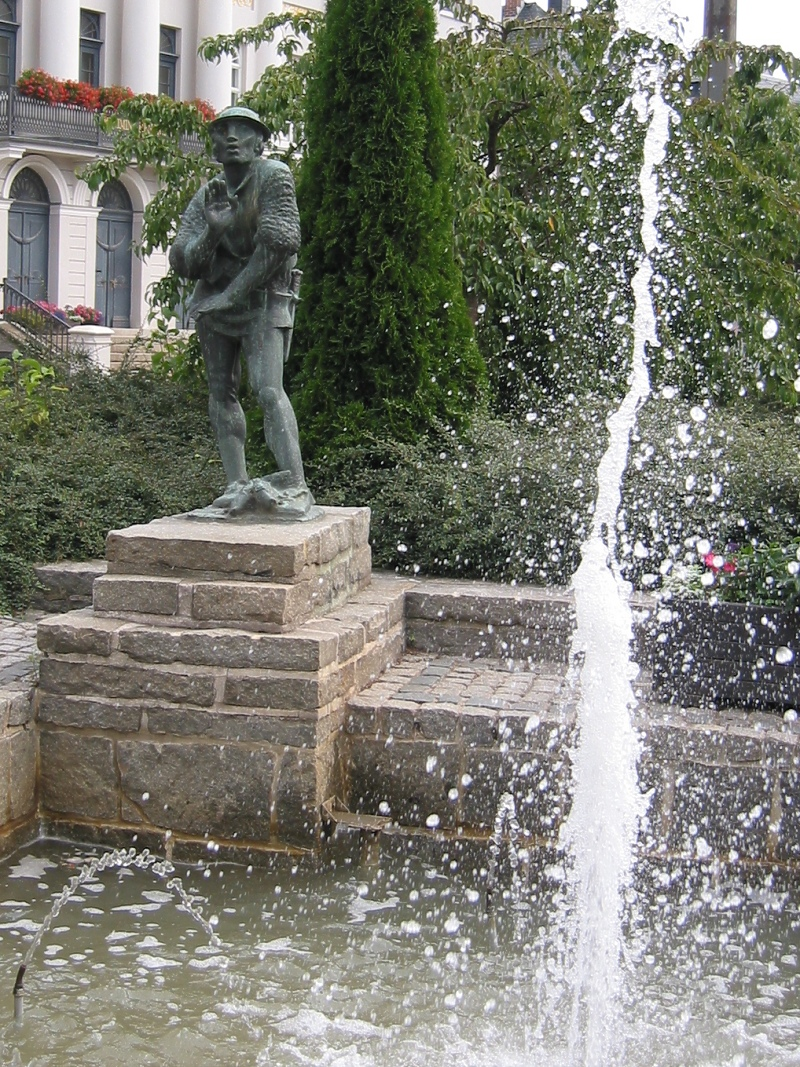
Рыночная площадь